# 藤本貴也
藤本 貴也（ふじもと たかや、1949年〈昭和24年〉 - ）は、日本の国土交通技官。近畿地方整備局長、国土地理院長、日本道路交通情報センター副理事長を歴任。瑞宝中綬章受章。

## 経歴
大阪府生まれ。1972年 東京大学工学部土木工学科卒業。同年 建設省入省、計画局統括計画官付計画官、道路局企画課課長補佐、大臣官房技術調査官、1989年 (平成元年) 4月 中部地方建設局 (現・中部地方整備局) 静岡国道工事事務所長、1991年7月 道路局有料道路課建設専門官、1993年4月 同局企画課道路事業調整官、1995年6月 同課道路経済調査室長、1998年1月関東地方建設局 (現・関東地方整備局) 企画部長、1999年9月 道路局国道課長、日本道路公団企画部調査役、2002年7月 国土交通省総合政策局技術調査官、2004年7月 谷口博昭の後任として近畿地方整備局長、2006年10月 同職を布村明彦と交代し矢口彰の後任として国土地理院長、2007年11月 小牧和雄を後任として退官。
2008年 社団法人建設コンサルタンツ協会副会長兼専務理事、2013年11月 公益財団法人日本道路交通情報センター副理事長。

## 著作
- 「さらば公共事業悪玉論 国民に支持される公共事業のための5つのシナリオ」 [1]

## 栄典
- 2020年 春の叙勲で国土交通行政事務功労により瑞宝中綬章を受章[12]